# Niels Albert
Niels Albert (Bonheiden, 5 de febrer de 1986) és un ciclista belga que fou professional des del 2006 fins al 2014. Especialista en ciclocròs, va guanyar dos Campionats del món.

## Palmarès en ciclocròs
- 2003-2004
  -  Campió del món en ciclocròs júnior
  -  Campió d'Europa en ciclocròs júnior
  -  Campió de Bèlgica júnior en ciclocròs
  - 1r al Superprestige júnior
- 2004-2005
  - 1r al Superprestige sub-23
- 2005-2006
  -  Campió d'Europa en ciclocròs sub-23
  -  Campió de Bèlgica sub-23 en ciclocròs
  - 1r al Superprestige sub-23
  - 1r al Trofeu GvA sub-23
- 2006-2007
  -  Campió d'Europa en ciclocròs sub-23
  -  Campió de Bèlgica sub-23 en ciclocròs
  - 1r a la Copa del món de ciclocròs sub-23
  - 1r al Superprestige sub-23
- 2007-2008
  -  Campió del món en ciclocròs sub-23
  -  Campió d'Europa en ciclocròs sub-23
  - 1r a la Copa del món de ciclocròs sub-23
- 2008-2009
  -  Campió del món en ciclocròs
- 2010-2011
  -  Campió de Bèlgica en ciclocròs
  - 1r a la Copa del món de ciclocròs
  - 1r al Ciclocròs d'Igorre
- 2011-2012
  -  Campió del món en ciclocròs
- 2012-2013
  - 1r a la Copa del món de ciclocròs
  - 1r al Trofeu Bpost Bank

## Palmarès en carretera
- 2008
  - Vencedor d'una etapa de la Volta a la Província de Lieja
- 2009
  - Vencedor d'una etapa als Boucles de la Mayenne
  - Vencedor de 2 etapes del Tour d'Alsàcia
  - Vencedor d'una etapa de la Mi-août bretonne
- 2010
  - Vencedor d'una etapa al Circuito Montañés
- 2011
  - Vencedor d'una etapa del Tour d'Alsàcia